# Teucholabis cockerellae
Teucholabis cockerellae är en tvåvingeart som beskrevs av Alexander 1915. Teucholabis cockerellae ingår i släktet Teucholabis och familjen småharkrankar. Inga underarter finns listade i Catalogue of Life.